# モンテギュ (ヴァンデ県)
モンテギュ （Montaigu）は、フランス、ペイ・ド・ラ・ロワール地域圏、ヴァンデ県の旧コミューン。

## 地理
県北東部にあり、かつてポワトゥーの辺境地帯と呼ばれた地に位置する。ナント、ラ・ロッシュ＝シュル＝ヨン、ショレとはいずれも35kmほどと等距離である。モンテギュはブルターニュ、アンジュー、ポワトゥーの歴史的な交差地点である。ナント-ラ・ロシェル間を走る南北道路県道137号線、ショレ-サン・ジャン・ド・モンを走る東西道路県道753号線の交差点となっており、なおかつ、北東のクリソンから南西のラ・ロッシュ＝シュル＝ヨンを結ぶ県道763号線に接続されている。
わずか3平方kmの面積しか持たないモンテギュはヴァンデ県で3番目に小さなコミューンであり、1平方kmあたりの人口密度が約1700人と最も高い。
歴史的に、モンテギュはメーヌ川（メーヌ＝エ＝ロワール県の名称となっているメーヌ川とは異なる川である）とアソン川の合流地点から北東部にある城を中心として発展した。このメーヌ川は南から北に流れ、およそ30km下流でセーヴル・ナンテーズ川に注ぐ。コミューンはロワール川流域に位置している。

## 歴史
モンテギュという名称の元となった Mons Acutus というラテン語名から、この定住地は4世紀頃のガロ＝ローマ時代にさかのぼることが推測される。9世紀の終わりに近郊の街デュリヴム（Durivum。現在のサン・ジョルジュ・ド・モンテギュ）がメーヌ川からやってきたヴァイキングに略奪され、住民たちはやや北に位置するメーヌ川とアソン川の合流地点の、防備可能な岩盤上に逃れることを余儀なくされた。

### 中世
その後、12世紀終わりには街の南のサンティアゴ・デ・コンポステーラ巡礼路に位置する司祭館の設立文書に、モーリス2世を含むモンテギュ領主の系譜が認められる。領主はアンリ・ド・プランタジュネ（イングランド王ヘンリー2世）と並んで称された。13世紀初頭にモンテギュは、ポワトゥー同様にフランス王の領土となった。百年戦争になると、1360年のブレティニーの和議でポワトゥーの領有権がイングランド王に移り、イングランドの守備隊がモンテギュに移ってくるが、イングランドがクリソンとベルトラン・デュ・ゲクランに敗北したため1373年に廃止されている。モンテギュ領主ジャン3世・ド・アルプダーヌ（妻はシャルル6世の庶子マルグリット）は、1429年のオルレアン解放時にジャンヌ・ダルク側についていた。彼は1438年に町に神学校を創設している。彼はブルターニュ公フランソワ2世とは敵対したので、ルイ11世はモンテギュ領主を支え、1468年にはこの地を訪問している。彼は要塞を築くことを奨励し、壁を強化するために1473年に一時的にモンテギュを取得している。1480年1月、王は特許状によってモンテギュに王室の席を置くよう命じた。

### 近代
1517年、男爵領に昇格したモンテギュは、ラ・トレモワイユ家のものとなっていた。ジャン・カルヴァンのポワティエ訪問に続いて、宗教改革はポワトゥーに広がりモンテギュに達した。ユグノー戦争の間、町は幾度もカトリックとプロテスタントの間を行き来した。特に1580年のアグリッパ・ドービニェがかかわった包囲戦や、1588年のアンリ・ド・ナヴァール（のちのアンリ4世）の介入が知られる。こうした衝突の後、城の要塞の解体が決定した。プロテスタント信仰の礼拝は、1685年にナントの勅令が廃止されても、17世紀の間モンテギュで行われていた。新たに男爵となったガブリエル・ド・マシュクール自身がユグノーであったためである。1696年、モンテギュは侯爵領に格上げされ、同時期に当代の当主がカトリックに改宗した。18世紀半ばのモンテギュには、1500人の住民のために300軒の住宅があった。1772年以降、町はブルターニュとポワトゥーの間に広がる辺境コミューンの首府として機能するようになった（モンテギュは辺境コミューンの一部ではなかったが）。最後のモンテギュ領主はジャック・ルクレール・ド・ジュイニェ（fr）である。彼は王の軍の中将で、元駐ロシア・フランス大使であった。彼は辺境の貴族議員に選ばれ、1789年の三部会に選出された。

### 革命と戦争
フランス革命初期、8月4日の夜（fr）に国民議会が身分に由来する諸特権廃止を宣言すると、モンテギュはこれを祝福した低ポワトゥーの自治体の1つとなった。しかし、1791年の聖職者民事基本法、1793年2月に発生した国民皆兵暴動で、同年3月上旬にヴァンデ戦争が始まり、モンテギュに3月13日に達した。周辺のコミューンからやってきた一団が町を掌握し、多くの共和派を殺害したのである（ヴァンデ戦争の間、モンテギュ師団はピエール・ルゾー将軍が指揮していた。彼はシャレットの副官の一人だった）。モンテギュは、9月16日に、何百人ものヴァンデ住民を殺害した共和国側によって奪還された。しかし9月21日にヴァンデ軍が取り返して略奪と虐殺が行われた。町が最終的に共和国軍によって制圧されたのは9月30日、クレベールによってである。サン・モーリスの教会参事会員である司祭は処刑され、海軍提督デュシャフォーは逮捕されナントに投獄されて死んだ。シャレットは1796年3月まで戦い続け、シャボテリーの森の近く（現在のモントレヴェール）で拘束され、モンテギュからナントに護送され処刑された。1799年10月、シャレットの後継者シュザネは、ラ・ロッシュ・サンタンドレとともにモンテギュの町を攻略しようとしたが、撃退され、この地方での軍事活動に終止符が打たれた。

### 現代
モンテギュは1790年から1795年まで、郡庁所在地だった。その後1800年から1810年まで小郡庁所在地だった。1808年8月には、バイヨンヌから戻る途上のナポレオン1世とジョゼフィーヌがモンテギュを通過している。
2019年1月1日、周辺コミューンと合併し、コミューン・ヌーヴェル（fr。地方自治体改革の2010年12月16日施行の2010-1563法第21条による、合併によって新設されたコミューン）のモンテギュ＝ヴァンデとなった。

## 人口統計
| 1962年 | 1968年 | 1975年 | 1982年 | 1990年 | 1999年 | 2008年 | 2013年 |
| ------ | ------ | ------ | ------ | ------ | ------ | ------ | ------ |
| 2580   | 3279   | 4797   | 4661   | 4323   | 4708   | 4959   | 5118   |

参照元:1962年から1999年までは複数コミューンに住所登録をする者の重複分を除いたもの。それ以降は当該コミューンの人口統計によるもの。1999年までEHESS/Cassini、2004年以降INSEE。

## 出身者
- ルイ＝マリー・ド・ラ・ルヴェリエール＝レポー - サッカー選手

## 姉妹都市
- インメンハウゼン、ドイツ

### ノート
- Laronze, Georges (1958). Montaigu, Ville d’histoire (IVe-XXe siècle).

1. ↑  p. 7
2. ↑  p. 8
3. ↑  p. 10
4. ↑  p. 17
5. ↑  p. 19
6. ↑  p. 30
7. ↑  p. 49
8. ↑  p. 69
9. ↑  p. 72
10. ↑  p. 78
11. ↑  p. 80
12. ↑  p. 84